# Robert C. Weaver

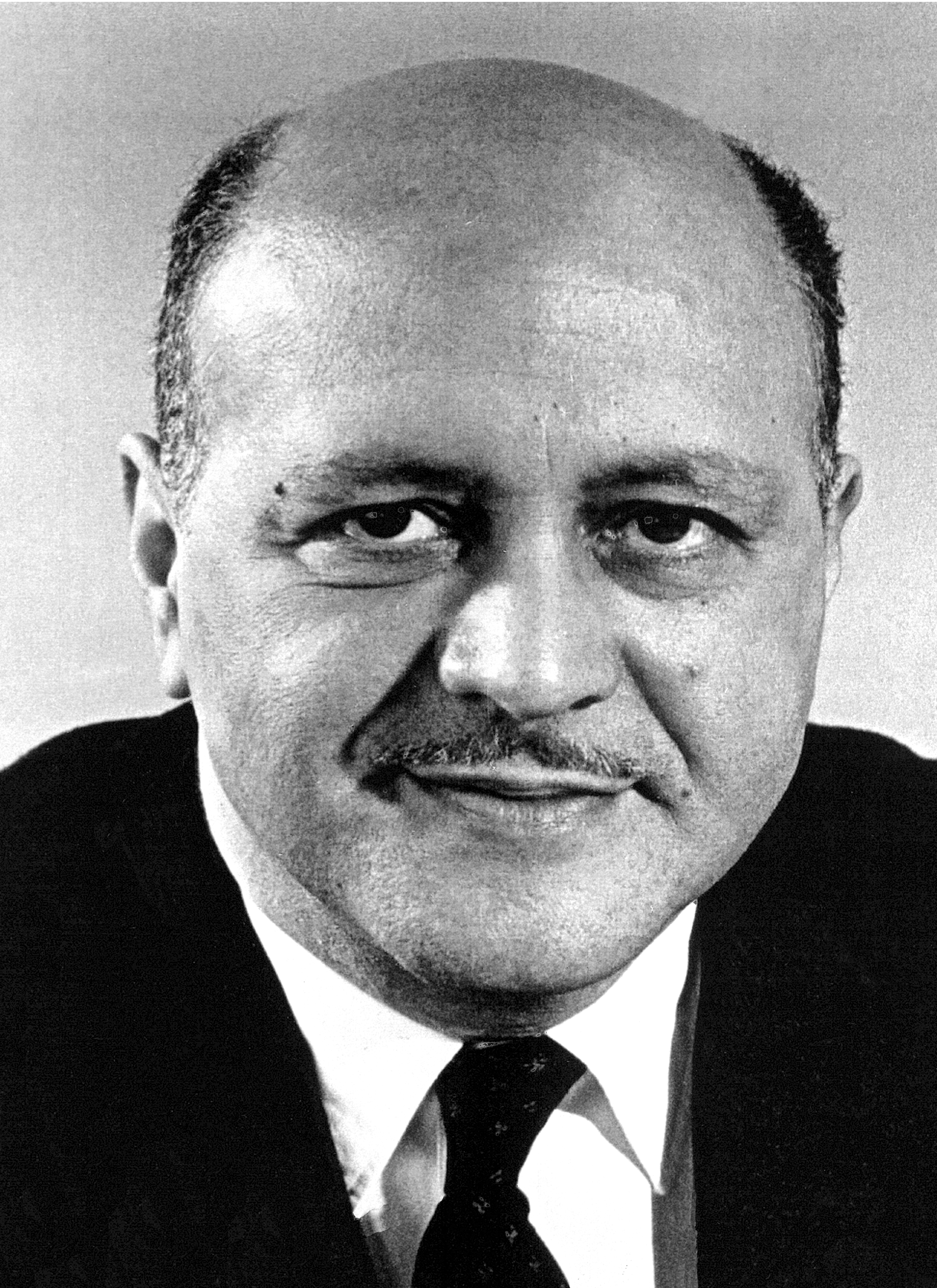
Robert C. Weaver

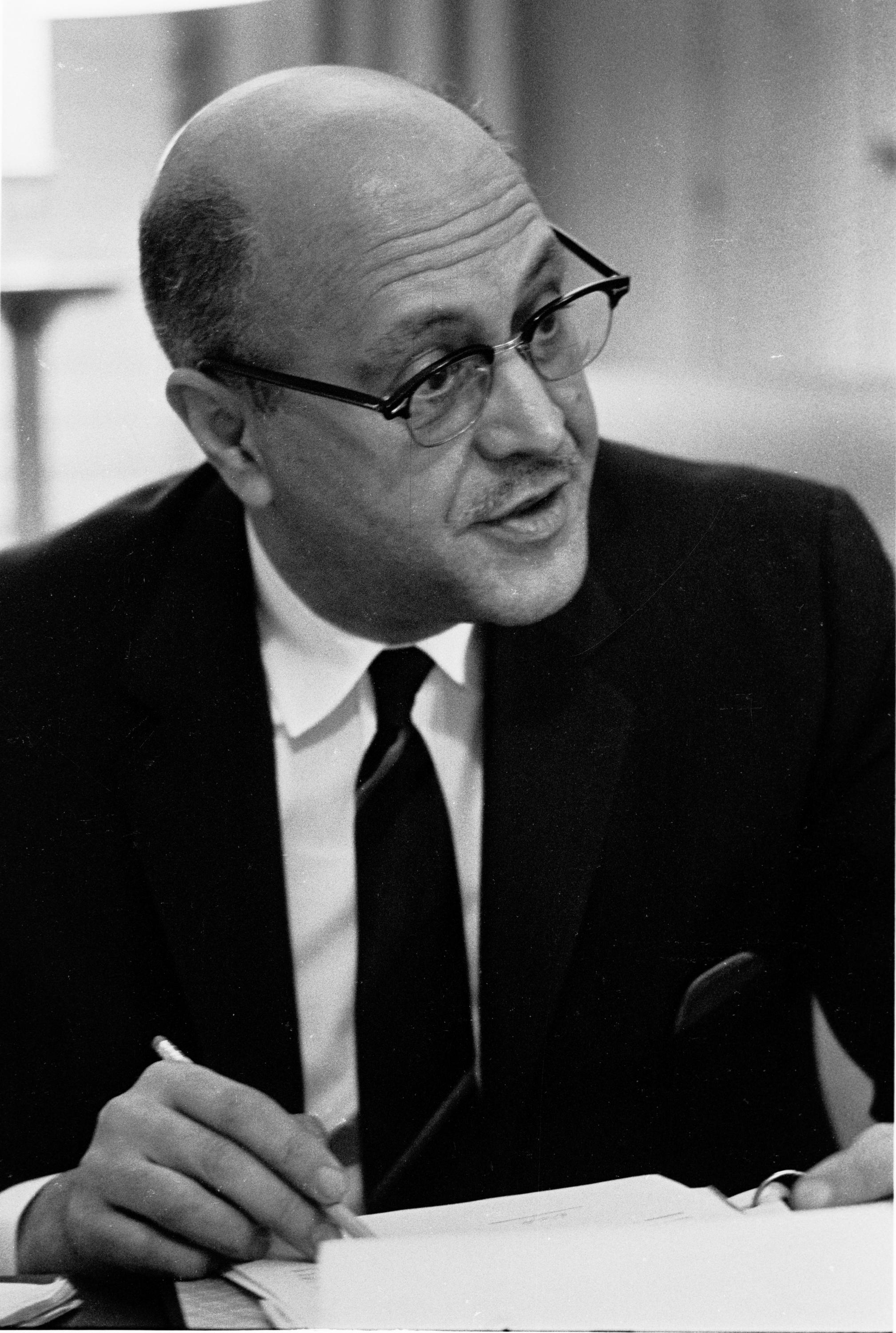
Robert C. Weaver

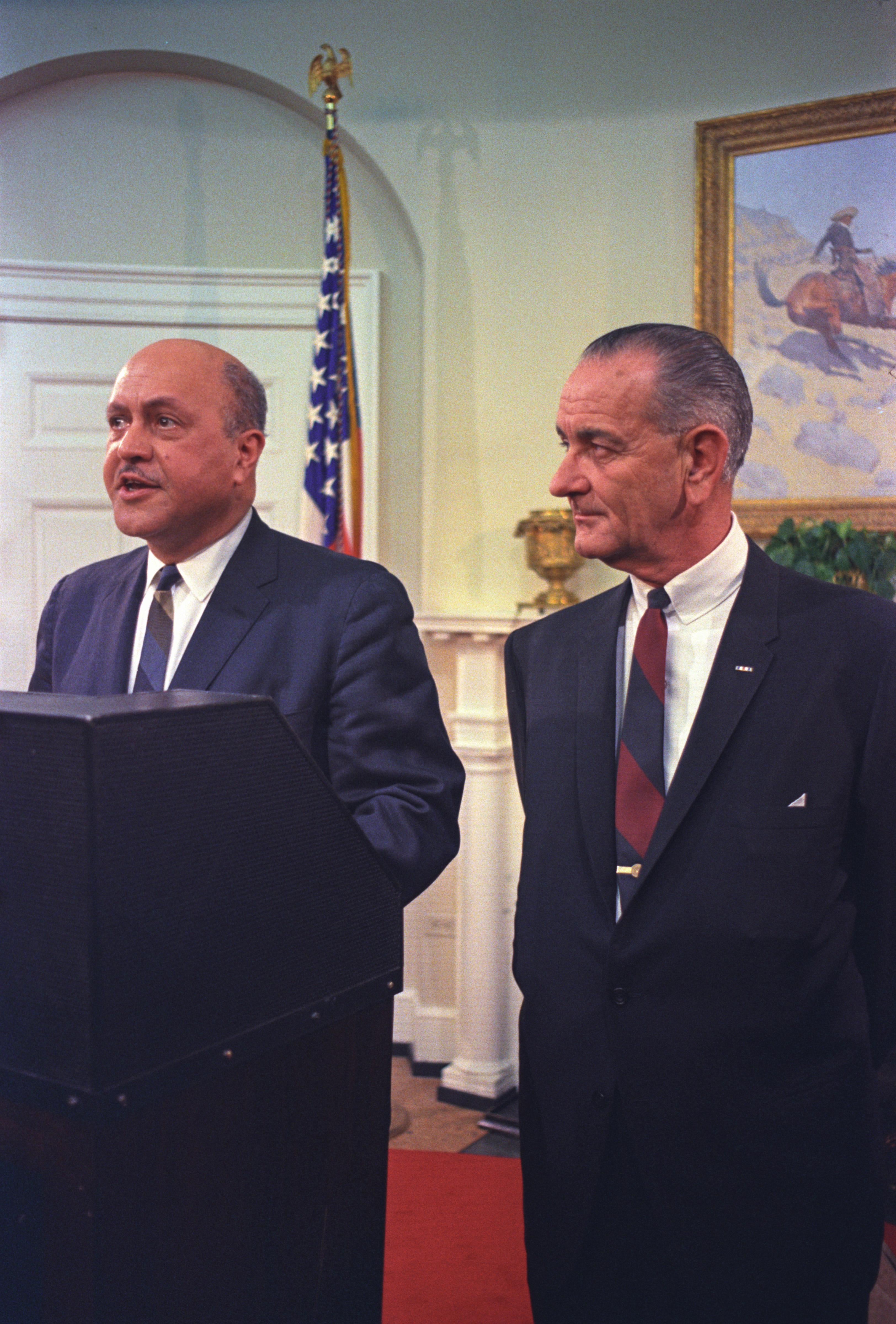
Weaver (links) am 18. Januar 1966, dem Tag seiner Amtseinführung; rechts neben ihm Präsident Johnson

Robert Clifton Weaver (* 29. Dezember 1907 in Washington, D.C.; † 17. Juli 1997 in New York City) war ein US-amerikanischer Hochschullehrer und Politiker. Er war von 1966 bis 1968 US-Bauminister, zugleich war er unter Präsident Lyndon B. Johnson der erste afroamerikanische Minister in den USA.

## Leben
Nach dem Schulbesuch absolvierte er ein Studium an der Harvard University, das er 1929 mit einem Bachelor of Science (B.Sc.) und 1931 mit einem Master of Arts (M.A.) abschloss. 1934 promovierte er zum Philosophiae Doctor (PhD). Seine berufliche Laufbahn begann er 1933 als Assistent von Innenminister Harold L. Ickes. 1937 wurde er Sonderassistent der Wohnungsbaubehörde (Housing Authority), ehe er danach 1940 Verwaltungsassistent der Nationalen Verteidigungsberatungskommission (National Defense Advisory Commission) wurde.
1947 nahm er einen Ruf als Professor für Pädagogik an die New York University an und war danach 1949 bis 1954 Direktor des Stipendiatenprogramms der John H. Whitney-Stiftung. Weaver war zwischen 1951 und 1962 Vorstandsmitglied der National Association for the Advancement of Colored People (NAACP), der ältesten und einflussreichsten Bürgerrechtsorganisationen der USA, und davon zuletzt 1960 bis 1962 deren Vorsitzender.
1955 erfolgte seine Ernennung zum Kommissionär für Mieten des Staates New York, ehe er 1959 Berater der Ford Foundation wurde. Im Anschluss wurde er 1960 Stellvertretender Vorsitzender der Behörde für Wohnungsbau und Straßensanierung des Staates New York. 1961 folgte seine Berufung zum Leiter der US-Wohnungs- und Hausfinanzierungsagentur (Housing & Home Finance Agency). 1965 wurde er in die American Academy of Arts and Sciences gewählt.
Am 18. Januar 1966 wurde er von US-Präsident Lyndon B. Johnson zum ersten Minister für Wohnungsbau und Stadtentwicklung der USA (Secretary of Housing and Urban Development) ernannt. Zugleich war er damit der erste Afroamerikaner in einer US-Regierung. Weaver gehörte dem Kabinett Johnson bis zum 18. Dezember 1968, also bis einen Monat vor Ende dessen Amtszeit, an.
Nach seinem Ausscheiden aus der Regierung wurde er 1969 zunächst Präsident des Baruch College, ehe er anschließend 1970 den Ruf als Professor für Urbanisierung ans Hunter College annahm, an dem er bis 1978 lehrte.
Er verstarb 1997 im Alter von 89 Jahren.

## Schriften
Weaver war auch Verfasser einiger Fachbücher zur Situation der Farbigen in den USA, aber auch zu Fragen der Urbanisierung und des Städtebaus wie:
- Negro Labor: A National Problem (1946)
- The Negro Ghetto (1948)
- The Urban Complex: Human Values in Urban Life (1964)
- Dilemmas of Urban America (1965)